# Далберт Енрике
Далберт Енрике Чагас Естевао (на португалски: Dalbert Henrique Chagas Estevão) е бразилски футболист, защитник, който играе за Каляри.

## Кариера
Далберт започва да тренира футбол в Бразилия преди да премине в португалския Академико де Визеу през 2013 г., където играе 39 мача и отбелязва 2 гола, преди да премине във Витория Гимараеш през 2015 г.
Далберт се присъединява към Ница през 2016 г. Той прави своя дебют в Лига 1 на 14 август 2016 г. срещу Рен.
На 9 август 2017 г. е закупен от Интер за 20 милиона евро.